# Anagyris
Genre
Classification phylogénétique
Anagyris est un genre de plantes à fleurs de la famille des Fabaceae. Il ne comporte qu'une espèce en France : Anagyris foetida.

## Liste d'espèces
Selon NCBI (23 mai 2018) :
- Anagyris foetida
- Anagyris latifolia